# 97 Девы
97 Девы (лат. 97 Virginis), MU Девы (лат. MU Virginis), HD 124248 — двойная затменная переменная звезда (E:) в созвездии Девы на расстоянии приблизительно 240 световых лет (около 73,6 парсек) от Солнца. Звёздная величина диапазона Hp звезды — от +7,28m до +7,24m. Орбитальный период — около 0,848 суток (20,352 часа).

## Характеристики
Первый компонент — жёлто-белая пульсирующая переменная звезда типа Гаммы Золотой Рыбы (GDOR) спектрального класса A7-A8V, или A8IV, или A8V:, или A9V, или F0. Масса — около 1,488 солнечной, радиус — около 1,608 солнечного, светимость — около 5,69 солнечной. Эффективная температура — около 7068 K.

## Планетная система
В 2019 году учёными, анализирующими данные проектов Hipparcos и Gaia, у звезды обнаружена планета HIP 69403 b.